# Pietro Adami
Pour les articles homonymes, voir Adami.
Pietro Adami  est un peintre italien de vedute actif au XVIIIe siècle.

## Biographie
Pietro Adami a été un peintre de paysages marins et côtiers, actif dans les années 1730. 

## Œuvres
- Ananie et Saphire tombant mort sous les yeux des saints Pierre et André (1726)[1]